# Коржов, Валентин Валерьевич
Валенти́н Вале́рьевич Коржо́в (род. 20 сентября 1975, Москва, РСФСР, СССР — 16 августа 2022, Москва, Россия) — российский художник и скульптор, член Московского Союза Художников. В 2020 году стал финалистом XIV Международной Премии — «Arte Laguna».

## Биография
Родился в 1975 году в Москве. После окончания школы, Валентин поступает в художественно-графический факультет в МГПУ, затем начал творческую деятельность скульптором, работая в мастерской своего преподавателя.
Выставка «Археология Памяти» — философский проект и интересный эксперимент художника с фарфором. Валентин создал гигантский зиккурат (мавзолей) с 16 фарфоровыми человеческими черепами, украшенными орнаментами бывших советских республик, как свидетельство и память о быстрой гибели одной из крупнейших цивилизаций.
Проект был представлен в качестве параллельной программы 5 Московской биеннале современного искусства в Гоголь-Центре.

## Смерть
16 августа 2022 года, он погиб в результате ДТП в возрасте 46 лет.

## Выставки
- 2022 — «Breakfast at Cronus», NK Gallery, Антверпен, Бельгия[12]
- 2020 — «Anizotropia». Онлайн галерея и культурный хаб «Artcatch», Утрехт, Голландия,
- 2019 — «Being & Time», Культурный Фонд «Екатерина», куратор Кирилл Алексеев , Москва, Россия[13]
- 2018 — «Flesh & Sky», 11.12 Gallery, Центр современного искусства Винзавод, куратор Аттилия Фаттори Франкини[14]
- 2017 — «Уроки Естественной Истории», Государственный Музей им. Дарвина, куратор Арсений Штейнер, Москва, Россия[8]
- 2014 — «Белый курган», Академия художеств, куратор Денис Крючков, Воронеж, Россия[15]
- 2013 — «Археология памяти», Параллельная программа 5 Московской биеннале современного искусства, куратор Владимир Потапов, Гоголь-Центр, Москва, Россия[16][17]
- 2012 — «Zeta-потоп», Гоголь-центр, Москва, Россия[18]
- 2012 — «Серые экраны», Центральный дом художника, куратор Кристина Штейнбрехер, Москва, Россия[19][20]

### Групповые выставки
- 2021 — Проект «The Brain that passed away», Выставка финалистов Международного конкурса Arte Laguna, Венеция, Италия[21]
- 2021 — «Зритель безмерного пространства». Парк «Зарядье», Москва, Россия[22]
- 2020 — 8-я Международная ярмарка современного искусства Cosmoscow, Gridchinhall, Москва, Россия[23]
- 2020 — «ROUND AROUND»,  Gridchinhall Moscow / Арт-центр Cube, Москва, Россия[24]
- 2019 — «Across Borders», Bahrain International Exhibition and Convention Center, Манама, Бахрейн[источник?]
- 2019 — «Being and Time», Asia Contemporary Art Show, Gallery Bruno Massa, Гонконг[25]
- 2018 — «Art & Technologies», Международная Биеннале Современного Искусства, Ташкент, Узбекистан[26]
- 2018 — «Забинтованная фигура в искусстве» шорт-лист (проект «Последний Иов»), Фонд Михаила Шемякина, Санкт-Петербург, Россия[27][28]
- 2018  — «Актуальная Россия: Играя в классиков», Государственный музей художеств им. Нестерова совместно с Государственным центром современного искусства, Уфа, Россия[29][30]
- 2017 — «Актуальная Россия: Играя в классиков», Радищевский музей совместно с Государственным центром современного искусства, Саратов, Россия[31]
- 2016 — «Актуальная Россия: среда обитания», Музей современной истории России, Москва, Россия[32]
- 2014 — Сон в зимнюю ночь, Академия искусств, Воронеж, Россия.
- 2014 — Вторые московские сатурналии, Культурный альянс, Москва, Россия
- 2013 — «Тетрактис», Специальный проект 5 Московской биеннале современного искусства, КультЗавод МосХаос, Москва, Россия[9]
- 2013 — «Direct-To-Beauty», Школа Родченко, Москва, Россия[33]
- 2012 — 80-летие Московского Союза художников, Центральный дом художника, Москва, Россия[34]
- 2011 — Art-24, Центральный дом художника, Москва, Россия[источник?]